# 梁式
梁式（1526年—？），字似之，山東東昌府冠縣人，明朝政治人物。

## 生平
嘉靖二十二年（1543年）癸卯科山東鄉試第十七名舉人。隆慶二年（1568年）中式戊辰科會試第五十九名，三甲第二百九十八名進士。授行人，六年十月选授工科给事中，巡视库藏，萬曆二年（1574年）八月升禮科右給事中。萬曆三年（1575年）出爲山西太原府知府。改官浙江金華府知府。萬曆十年（1582年）七月升陕西苑马寺少卿兼佥事，十二年七月被巡按御史王世扬弹劾，被降用。

## 家族
曾祖梁俊；祖父梁騰；父梁宦，知縣。母趙氏；繼母張氏。重庆下。弟梁彧、梁載、梁戬、梁弋、梁戎。